# بخش چایف، شهرستان ماهنومن، مینه سوتا
بخش چایف (به انگلیسی: Chief Township) یک منطقهٔ مسکونی در ایالات متحده آمریکا است که در شهرستان مانومن، مینه‌سوتا واقع شده‌است.
 بخش چایف ۹۳٫۶ کیلومتر مربع مساحت و ۱۳۲ نفر جمعیت دارد و ۳۸۱ متر بالاتر از سطح دریا واقع شده‌است.